# Clinical trial management system
 (novembre 2021).
Si vous disposez d'ouvrages ou d'articles de référence ou si vous connaissez des sites web de qualité traitant du thème abordé ici, merci de compléter l'article en donnant les références utiles à sa vérifiabilité et en les liant à la section « Notes et références ».
 (novembre 2021).
La mise en forme du texte ne suit pas les recommandations de Wikipédia : il faut le « wikifier ».
Les points d'amélioration suivants sont les cas les plus fréquents :
- Les titres sont pré-formatés par le logiciel. Ils ne sont ni en capitales, ni en gras.
- Le texte ne doit pas être écrit en capitales (les noms de famille non plus), ni en gras, ni en italique, ni en « petit »…
- Le gras n'est utilisé que pour surligner le titre de l'article dans l'introduction, une seule fois.
- L'italique est rarement utilisé : mots en langue étrangère, titres d'œuvres, noms de bateaux, etc.
- Les citations ne sont pas en italique mais en corps de texte normal. Elles sont entourées par des guillemets français : « et ».
- Les listes à puces sont à éviter, des paragraphes rédigés étant largement préférés. Les tableaux sont à réserver à la présentation de données structurées (résultats, etc.).
- Les appels de note de bas de page (petits chiffres en exposant, introduits par l'outil «  Source ») sont à placer entre la fin de phrase et le point final[comme ça].
- Les liens internes (vers d'autres articles de Wikipédia) sont à choisir avec parcimonie. Créez des liens vers des articles approfondissant le sujet. Les termes génériques sans rapport avec le sujet sont à éviter, ainsi que les répétitions de liens vers un même terme.
- Les liens externes sont à placer uniquement dans une section « Liens externes », à la fin de l'article. Ces liens sont à choisir avec parcimonie suivant les règles définies. Si un lien sert de source à l'article, son insertion dans le texte est à faire par les notes de bas de page.
- La présentation des références doit suivre les conventions bibliographiques. Il est recommandé d'utiliser les modèles {{Ouvrage}}, {{Chapitre}}, {{Article}}, {{Lien web}} et/ou {{Bibliographie}}. Le mode d'édition visuel peut mettre en forme automatiquement les références.
- Insérer une infobox (cadre d'informations à droite) n'est pas obligatoire pour parachever la mise en page.

Pour une aide détaillée, merci de consulter Aide:Wikification.
Si vous pensez que ces points ont été résolus, vous pouvez retirer ce bandeau et améliorer la mise en forme d'un autre article.
 (novembre 2021).
Sa qualité peut être largement améliorée en utilisant un vocabulaire plus directement compréhensible.

Un Clinical trial management system (CTM) est un logiciel de gestion des essais cliniques utilisé pour l'évaluation d'un placebo, d'un médicament, d'un vaccin ou d'un matériel médical.
Ces logiciels sont des outils de gestion de projets utilisés par les investigateurs et attachés de recherche clinique.

## Fonctionnement
Les laboratoires pharmaceutiques, et les producteurs de matériel médical sous-traitent souvent les essais clinique auprès d'un tiers.
Ceux-ci utilisent plusieurs moyens en parallèle pour la gestion des informations patients et produits lors d'un essai clinique :   
- un outil de Saisie Électronique de Données (SED), ou Electronic Data Capture (EDC) en anglais nécessitant la mise en place d'un formulaire client, appelé eCRF (Electronic Case Report Form), traité automatiquement côté serveur.

- un site internet (IWRS Interactive Web Response Systems) ou un serveur vocale (IVRS Interactive Voice Response Systems) utilisé pour la sélection des patients, leur randomisation et pour gérer la logistique des produits.

Ces logiciels permettent de créer des questionnaires pour les patients (enquêtes, consentement, signature et accord, bilan et contrôle, effets secondaire). L'analyse de ces données permettent de produire en temps réel des tableaux de bord et des formulaires pour surveiller l'avancement d'un essai clinique et de s'assurer de l'allocation des traitements de façon randomisée. Au total, ils permettent le suivi jusqu'à la fin de l'étude, aussi bien des patients que des produits.
La plupart des logiciels répondent aux normes en vigueur (ISO 9001, ISO 27001, ICH-GCP, 21 CFR Part 11 (USFDA), HIPAA, RGPD), et leurs bases de données contiennent les informations suivantes : 
- centre (code, N° centre, signature électronique)

- professionnel (identification, règle de bonne pratique)

- patient (identification, sexe, date de naissance, critères d'inclusion)

- produit (information légale présent sur produits selon réglementation, GMP)

En France, les essais doivent suivre une procédure standard avant de pouvoir être lancés : demande CTA, déclaration, et approbation par l'ANSM.

## Sigles
Clinical Trial Management System  (CMTS) 
Interactive Voice Response (IVR) 
Interactive Web Response (IWR) 
Interactive Mobile Response (IMR)
Interactive x Response (IxR) 
Interactive Response Technology (IRT)

## Liste des logiciels
Altexsoft 
Clinical Conductor CTMS
Flex Databases
BioClinica CTMS
Innogec, Innohealth
BSI CTMS
RealTime-CTMS
Capterra : Castor EDC , eConsent, ePRO, eCOA,
Ennov CTMS
Datatrak : CTMS, ePRO, ECOA,EConsent
DatStat CTMS
CoreValue CTMS
Intrinsic CTMS
Medrio :   ePRO/eCOA, eConsent, DDC, and RTSM with our EDC.
MasterControl CTMS
LifeSphere CTMS
Clinical Studio
TrackWise
ArisGlobal, 
Bioclinica, Inc.
Bio-Optronics, Inc.
Datatrak International, Inc., 
DSG Inc. (Groupe Document Solutions),
eClinForce, Inc., 
ERT
Forte Research Systems, Inc.,
Medidata Solutions, Inc.,
Mednet. Solutions, Inc., 
Merge Healthcare Incorporated (une société IBM), 
Oracle Corporation,
Parexel International Corporation et Veeva MedTech Systems, Inc.
Symetric IRT/E/CTM
Elips Pharma

## Liens et références
- Formation des investigateurs pour essais clinique (ANSM)